# 브레인 (드라마)
《브레인》(Brain)은 KBS 드라마본부가 야심차게 기획한 대학병원 신경외과를 배경으로 하는 퍼스트 메디컬 드라마다. 다만, 캐스팅 문제 때문에 골머리를 썩였는데 당초 이상윤이 이강훈 역으로 낙점됐으며 윤승아, 이현진 등이 거론됐고 뒷날 송승헌이 주인공으로 낙점되면서 캐스팅이 전격 교체됐지만 송승헌이 최종 고사하여 김주혁이 물망에 오르기도 했으나 역시 고사했다. 2011년 11월 14일부터 2012년 2월 17일까지 방영되었다.

## 등장인물
- 시간적 배경 : 1년 전(12화) → 1년 후(20화)

### 주요 인물
- 신하균 : 이강훈 역

천하대병원 신경외과 전임의(펠로우) 2년차, 7화에서 조교수 임용 실패하자 혜성대병원 조교수 채용 원서를 냈지만 거절당함. 9화에서 성오병원으로 이직하였으나 11화에서 구두 사표내고 김상철 교수의 개인 연구원이 되었는데 14화에서 임상실험 책임을 지고 사퇴 후 태양병원에서 임시 근무하다가 15화에서 화송그룹 차훈경 회장의 추천으로 천하대병원 신경외과 조교수로 복직하였다. 20화에서 혜성대병원 뇌의학센터 연구책임자로 이직할 예정이고, 대한민국의학상 젊은 의학자상 수상하였다.
- 정진영 : 김상철 역

천하대병원 신경외과 교수, 의신대병원 전임의 출신. 당시 이강훈의 아버지 주치의를 맡아 수술을 집도했으나 수술 도중 잘못되어 사망하자 김신우 박사가 모두 수습하고 본인은 미국 유학을 떠났고 죄책감으로 술만 마시다 교통사고를 당함. 그 여파로 해리성 기억상실로 의신대병원에서 일한 기억을 잃어버림. 거대접형골 뇌수막종 발병으로 시신경과 종양이 많이 유착되어 있어서 시력이 거의 실명되었다. 20화에서 재수술 직전에 어디론가 사라졌다.
- 최정원 : 윤지혜 역

천하대병원 신경외과 전공의 3년차, 최고 전공의, 20화에서 제일대병원으로 이직하려다 강훈의 곁으로 돌아온다.
- 조동혁 : 서준석 역

천하대병원 신경외과 전임의 2년차, 4화에서 신경외과 조교수가 됨.

### 천하대학병원
- 이성민 : 고재학 역

신경외과 과장, 19화에서 뇌신경센터장 겸 차세대 융합연구단장으로 취임하였다.
- 반효정 : 황영선 역

원장, 20화에서 원장 퇴임 후 의신대병원에서 연구 활동과 후학 양성 중이다.
- 박철호 : 박인범 역

부원장
- 임지은 : 홍은숙 역

신경외과 병동 수간호사
- 조수민 : 임현정 역

신경외과 병동 간호사

### 신경외과 전공의
- 곽승남 : 양범준 역

3년차
- 심형탁 : 조대식 역

2년차
- 이승주 : 동승만 역

2년차
- 권율 : 여봉구 역

1년차, 20화에서 이강훈의 여동생 하영과 결혼하였다. 이강훈의 매제

### 뷰티 클리닉
- 김수현 : 장유진 역

장 회장의 서녀, 뷰티클리닉(뷰티스파) 대표이사, 황태성의 사촌처제
- 강예서 : 최루비 역

장유진의 딸

### 강훈의 가족
- 송옥숙 : 김순임 역

이강훈과 이하영의 엄마, 13화에서 김상철 교수의 수술에도 불구하고 악성뇌암인 교모세포종을 견디지못하고 이 세상을 뜬다.
- 김가은 : 이하영 역

김순임의 딸, 이강훈의 친여동생, 20화에서 신경외과 전공의 1년차 여봉구와 결혼한다.

### 준석의 가족
- 성병숙 : 백주연 역

서준석의 어머니
- 김효원 : 서동균 역

서준석의 아버지

### 그 외 인물
- 고인범 : 장 회장 역 - 왕봉그룹 회장
- 이경화 : 엄신영 역 - 교통사고 환자
- 고은이 : 수술실 간호사 역
- 서지미
- 김동석
- 정진영
- 임현수
- 김유안
- 나승호
- 박윤민
- 장희진
- 최인숙
- 강민정 : 간호사 역
- 신신범 : 환자 역
- 구혜령 : 나재웅의 어머니 역
- 홍일권 : 황태성 역

태양병원 원장, 이강훈의 선배, 장유진의 사촌형부(이모사위)
- 최일화 : 안동석 역

혜성대학병원 신경외과 과장
- 전무송 : 김신우 역

의신대학병원 신경외과 교수, 파킨슨병과 알츠하이머로 투병하다 사망.

### 특별출연
- 유채영 : 수영 강사 (1화)
- 마르코 : 수영장 손님 (1화)
- 이찬호 : 나재웅 역 (1~2화)
- 이현우 : 박동화 역 (1~4화)
- 송준근 : 하 대리 역 (2화)
- 김영희 : 천하대병원 외과의사, 윤지혜의 고등학교 동창 (5화)
- 김영옥 : 신경외과 (추후 신경과) 환자 사봉자 역 (12~13화)
- 황범식 : 화송그룹 차훈경 회장 역 (14~15화)
- 허정규 : 공덕기 역
- 류성훈 : 백상호 역

## 자문 및 협찬
- 의학 감수 : 가톨릭대학교 신경외과 강석구 교수
- 의학 자문 : 홍용길, 전신수, 신용삼, 김우경, 김재명
- 의학 코디네이터 : 마원희
- 자문 협조 : 가톨릭대학교 (박춘근, 우종윤, 오세양), 가천대학교 (유찬종)
- 홍보팀 : 가톨릭대학교 - 임성규, 백진이, 가천대학교 - 신봉자
- 메디컬 일러스트레이터 : 장동수
- 장소 협찬 : 가톨릭대학교 서울성모병원, 가톨릭대학교 성의교정, 가톨릭대학교, 꼭두박물관

## 사운드 트랙
|  | 아래는 싱글앨범에 포함된 곡들입니다. 정렬기준은 출시 순입니다. |

### 1부
| #  | 제목                        | 가수   | 재생 시간 |
| -- | --------------------------- | ------ | --------- |
| 1. | 〈이 길의 끝에서〉          | 홍경민 | 3분 41초  |
| 2. | 〈이 길의 끝에서〉 (연주곡) |        | 3분 41초  |

### 2부
| #  | 제목                          | 가수   | 재생 시간 |
| -- | ----------------------------- | ------ | --------- |
| 1. | 〈죽을 만큼 사랑해〉          | 김조한 | 4분 25초  |
| 2. | 〈죽을 만큼 사랑해〉 (연주곡) |        | 4분 26초  |

### 3부
| #  | 제목                  | 가수   | 재생 시간 |
| -- | --------------------- | ------ | --------- |
| 1. | 〈Solitude〉          | 이바디 | 3분 57초  |
| 2. | 〈Solitude〉 (연주곡) |        | 3분 57초  |

### 4부
| #  | 제목                     | 가수   | 재생 시간 |
| -- | ------------------------ | ------ | --------- |
| 1. | 〈달려갈 거야〉          | 김도현 | 3분 49초  |
| 2. | 〈달려갈 거야〉 (연주곡) |        | 3분 49초  |

### 5부
| #  | 제목                   | 가수   | 재생 시간 |
| -- | ---------------------- | ------ | --------- |
| 1. | 〈더 가까이〉          | 김연우 | 3분 55초  |
| 2. | 〈더 가까이〉 (연주곡) |        | 3분 55초  |

## 수상 경력
- 2011년 KBS 연기대상 네티즌상, 베스트 커플상, 대상 신하균
- 2011년 KBS 연기대상 미니시리즈 부문 우수연기상 정진영
- 2011년 KBS 연기대상 네티즌상, 베스트 커플상 최정원
- 2012년 한국PD대상 출연자상 탤런트 부문 신하균

## 시청률
최저 시청률과 최고 시청률은 시청률 조사회사와 지역별로 시청률에 차이가 있을 수 있습니다.
| 2011년 | 2011년    | 2011년         | 2011년       | 2011년         | 2011년       |
| 회차   | 방송일    | TNmS 시청률    | TNmS 시청률  | AGB 시청률     | AGB 시청률   |
| 회차   | 방송일    | 대한민국(전국) | 서울(수도권) | 대한민국(전국) | 서울(수도권) |
| ------ | --------- | -------------- | ------------ | -------------- | ------------ |
| 제1회  | 11월 14일 | 8.5%           | 9.3%         | 8.6%           | 9.6%         |
| 제2회  | 11월 14일 | 9.3%           | 10.1%        | 9.5%           | 10.8%        |
| 제3회  | 11월 21일 | 8.2%           | 9.8%         | 8.7%           | 9.5%         |
| 제4회  | 11월 22일 | 10.3%          | 11.6%        | 8.8%           | 8.9%         |
| 제5회  | 11월 28일 | 10.6%          | 11.5%        | 9.7%           | 10.0%        |
| 제6회  | 11월 29일 | 10.7%          | 11.6%        | 10.0%          | 11.0%        |
| 제7회  | 12월 5일  | 12.0%          | 12.5%        | 10.9%          | 11.8%        |
| 제8회  | 12월 6일  | 12.9%          | 13.9%        | 11.8%          | 12.4%        |
| 제9회  | 12월 12일 | 13.8%          | 14.7%        | 12.6%          | 14.3%        |
| 제10회 | 12월 13일 | 14.4%          | 15.4%        | 13.1%          | 15.4%        |
| 제11회 | 12월 19일 | 13.0%          | 15.2%        | 13.0%          | 14.2%        |
| 제12회 | 12월 20일 | 12.7%          | 14.8%        | 13.1%          | 14.6%        |
| 제13회 | 12월 26일 | 15.9%          | 17.7%        | 14.9%          | 15.8%        |
| 제14회 | 12월 27일 | 17.7%          | 21.0%        | 15.5%          | 15.6%        |
| 2012년 |           |                |              |                |              |
| 제15회 | 1월 2일   | 17.5%          | 19.4%        | 16.5%          | 17.3%        |
| 제16회 | 1월 3일   | 18.7%          | 20.6%        | 17.9%          | 18.4%        |
| 제17회 | 1월 9일   | 16.5%          | 19.0%        | 15.4%          | 15.9%        |
| 제18회 | 1월 10일  | 17.6%          | 20.6%        | 16.2%          | 16.4%        |
| 제19회 | 1월 16일  | 6.1%           | 8.7%         | 10.3%          | 12.3%        |
| 제20회 | 1월 17일  | 14.8%          | 15.6%        | 16.1%          | 16.8%        |

## 결방 사유 및 연속 방송
- 2011년 11월 14일 : 밤 10시부터 2회 연속방송 (1회, 2회)
- 2011년 11월 15일 : 2014년 FIFA 월드컵 3차 예선경기 대한민국 VS 레바논 중계방송으로 인해 결방

## 경쟁 프로그램
- 계백
- 빛과 그림자 (이상 MBC)
- 천일의 약속
- 샐러리맨 초한지 (이상 SBS)